# Valea Întunecoasă
Il fiume Valea Întunecoasă è un affluente del fiume Trotuș in Romania.